# Western Circus
Western Circus (Originaltitel: Western Circus) ist ein Lucky-Luke-Album, das 1970 erstmals bei Dargaud als Album erschien. Zuvor war es in den Ausgaben 520 bis 541 im Pilote als Fortsetzungsgeschichte erschienen. Die von Morris gezeichnete und von René Goscinny getextete Geschichte erschien auf Deutsch zuerst als Band 12 im Koralle-Verlag und ist heute als Band 62 im Ehapa-Verlag lieferbar. 
In dieser Geschichte verhindert Lucky Luke den Niedergang des Zirkus von Erasmus Mulligan während einer Tournee durch den amerikanischen Westen.

## Handlung
Lucky Luke wird von Indianern verfolgt, die aber plötzlich reißaus nehmen, weil mitten in der Prärie ein Elefant auftaucht. Während sich Luke noch darüber wundert, taucht Erasmus Mulligan auf und stellt sich als Besitzer eines Zirkus vor, zu dem der Elefant gehört. Zum Zirkus gehören außerdem seine Frau, seine Tochter und deren Mann. Dazu ein Zelt, ein paar Pferde, Andy der Elefant und Nelson, ein altersschwacher Löwe. Alles andere war Mulligan beim Pokern abgenommen worden. Als Dank für die Hilfe bei der Reparatur eines Wagens gibt der Zirkus für Luke eine Vorstellung. Diese wird aber durch einen Indianerangriff unterbrochen. Luke kann zwar zunächst die Situation entschärfen, sie eskaliert aber wieder, als die Indianer die Bemalung des Clowns für eine Kriegsbemalung halten. Diesmal greift die Kavallerie ein und begleitet den Zirkus nach Fort Coyote.
In Fort Coyote steigt bald das jährliche Rodeo. Dem Veranstalter Curduroy „Diamantenzahn“ Zilch gehört die ganze Stadt und er fürchtet sich daher vor der Konkurrenz durch den Zirkus. Um sich diese schnell vom Hals zu schaffen, beauftragt er den Killer Rattlesnake Joe, den Elefanten umzulegen. Der ungewöhnliche Auftrag – und Lukes Geschick, ihn zum Assistenten der Messerwerferin zu machen – macht diesen allerdings so nervös, dass er aus kürzester Distanz danebenschießt. Nun versucht Zilch, die Einwohner gegen den Zirkus aufzubringen, weil der „blutrünstige Löwe“ die Leute bedrohe. Dass er selber dessen Ausbruch inszenieren ließ, verschweigt er natürlich. Der Löwe lässt sich auch von Mulligan wieder problemlos bändigen. 
Lucky Luke kann schließlich die Bürger davon überzeugen, dem Zirkus eine Chance zu geben, sodass am Abend eine Galavorstellung gegeben wird. Luke, der die ganze Zeit darüber nachsann, mit welcher Nummer er auftreten sollte, wagt sich aufs Hochseil. Er reitet mit Jolly Jumper über das Seil, balancierend auf einem Ball und dabei auch noch seilspringend. Weil aber Zilch die Indianer aufgehetzt hat, unterbrechen diese jäh die Veranstaltung und brennen das Zelt und damit die wirtschaftliche Existenz des Zirkus nieder. 
Als nun das große Rodeo steigt, passiert etwas Unerwartetes: Zwischen den wilden Pferden tauchen Zirkuspferde auf und statt einem Rind wird der Elefant durch die Arena getrieben. Sogar ein (eigentlich echter) Indianerüberfall in der Arena wird zum Publikumsspektakel. Zilch ist daraufhin vom Zirkus überzeugt, sodass der Western Circus „Zilch und Mulligan“ bald auf Europa-Tournee gehen wird.

## Adaption
Die Geschichte wurde in der Zeichentrickserie Lucky Luke 1991 erstmals verfilmt.